# Two Hearts
Two Hearts ist ein Lied von Phil Collins aus dem Jahr 1988 und Bestandteil des Soundtracks zum Film Buster aus demselben Jahr, in dem Phil Collins die Hauptfigur des Buster Edwards spielt.

## Entstehung und Veröffentlichung
Geschrieben wurde das Lied von Lamont Dozier (von Holland–Dozier–Holland) mit einem Text von Collins und produziert ebenfalls von Collins und Dozier. Die Erstveröffentlichung erfolgte als Teil des Soundtracks zu Buster am 12. September 1988. Die Single erschien am 14. November 1988, je nach Land bei Virgin, WEA oder Atlantic Records. Zu dem Lied wurden zwei Musikvideos gedreht: Eines, in dem Collins mit einer Band zu sehen ist, in der er selbst alle Mitglieder darstellt und eines, in dem er gegen den Wrestler Warrior kämpft.
Die B-Seite der Single enthält The Robbery von Anne Dudley, das ebenfalls Teil des Soundtracks zu Buster ist.

## Auszeichnungen
Two Hearts gewann zusammen mit Let the River Run von Carly Simon den Golden Globe Awards 1989 für den besten Filmsong. Hinzu kam im gleichen Jahr eine Oscar-Nominierung in der Kategorie Bester Song.

## Kommerzieller Erfolg

### Chartplatzierungen
| ChartsChartplatzierungen       | Höchstplatzierung | Wochen |
| ------------------------------ | ----------------- | ------ |
| Deutschland (GfK)              | 3 (17 Wo.)        | 17     |
| Österreich (Ö3)                | 14 (14 Wo.)       | 14     |
| Schweiz (IFPI)                 | 4 (10 Wo.)        | 10     |
| Vereinigte Staaten (Billboard) | 1 (18 Wo.)        | 18     |
| Vereinigtes Königreich (OCC)   | 6 (11 Wo.)        | 11     |

| ChartsJahrescharts (1989)      | Platzierung |
| ------------------------------ | ----------- |
| Deutschland (GfK)              | 34          |
| Vereinigte Staaten (Billboard) | 20          |

### Auszeichnungen für Musikverkäufe
| Land/Region                  | Auszeichnungen für Musikverkäufe (Land/Region, Auszeichnung, Verkäufe) | Verkäufe |
| ---------------------------- | ---------------------------------------------------------------------- | -------- |
| Vereinigtes Königreich (BPI) | Silber (Physisch) · + Silber (Digital)                                 | 400.000  |
| Insgesamt                    | 2× Silber ·                                                            | 400.000  |